# Freeport (Maine)
Freeport ist eine Town im Cumberland County des Bundesstaates Maine in den Vereinigten Staaten. Im Jahr 2020 lebten dort 8737 Einwohner in 3986 Haushalten auf einer Fläche von 120,4 km².

## Geografie
Nach den Angaben des United States Census Bureaus hat Freeport eine Fläche von 120,4 km², wovon 89,9 km² aus Land und 30,2 km² aus Gewässern bestehen.

### Geografische Lage
Freeport liegt an der Küste der Casco Bay in der Nähe der Desert of Maine und des Wolfe’s Neck Woods State Park. Auf dem Gebiet der Town gibt es kleinere Seen, von denen der größte, der Florida Lake im Norden der Town liegt. Kleinere Bäche durchziehen das Gebiet, die alle in der Casco Bay münden. Die Oberfläche ist eben, ohne nennenswerte Erhebungen.

### Nachbargemeinden
Alle Entfernungen sind als Luftlinien zwischen den offiziellen Koordinaten der Orte aus der Volkszählung 2010 angegeben.
- Norden: Durham, 6,0 km
- Osten: Brunswick, 13,3 km
- Südosten: Harpswell, 14,0 km
- Südwesten: Yarmouth, 7,8 km
- Westen: Pownal, 10,3 km

### Stadtgliederung
In Freeport gibt es mehrere Siedlungsgebiete: Cushing Briggs, Flying Point, Freeport, Mast Landing, Pleasant Hill, Porter Landing (Porters Landing), Seekit (ehemaliger Standort eines Postamtes am Bustins Island), South Freeport, Todds Corners und Wardtown.

### Klima
|                       | Jan   | Feb   | Mär  | Apr  | Mai  | Jun  | Jul  | Aug  | Sep  | Okt  | Nov  | Dez  |   |      |
| Mittl. Tagesmax. (°C) | −1,1  | 0,6   | 5,1  | 11,5 | 17,2 | 22,6 | 25,7 | 25,2 | 20,6 | 14,7 | 8,3  | 1,8  | ⌀ | 12,7 |
| Mittl. Tagesmin. (°C) | −11,4 | −10,2 | −4,4 | 1,2  | 6,5  | 11,9 | 15,2 | 14,6 | 10,0 | 4,2  | −0,7 | −7,8 | ⌀ | 2,5  |
|                       |       |       |      |      |      |      |      |      |      |      |      |      |   |      |
| Niederschlag (mm)     | 93    | 92    | 109  | 105  | 105  | 93   | 78   | 81   | 92   | 104  | 133  | 112  | Σ | 1197 |
|                       |       |       |      |      |      |      |      |      |      |      |      |      |   |      |
| Regentage (d)         | 11    | 10    | 11   | 12   | 12   | 11   | 10   | 9    | 9    | 10   | 12   | 11   | Σ | 128  |

| −11,4 |

| −10,2 |

| −4,4 |

| 1,2 |

| 6,5 |

| 11,9 |

| 15,2 |

| 14,6 |

| 10,0 |

| 4,2 |

| −0,7 |

| −7,8 |

| −11,4 |

| −10,2 |

| −4,4 |

| 1,2 |

| 6,5 |

| 11,9 |

| 15,2 |

| 14,6 |

| 10,0 |

| 4,2 |

| −0,7 |

| −7,8 |

Die mittlere Durchschnittstemperatur in Freeport liegt zwischen −6,2 °C  im Januar und 20,5 °C im Juli. Damit ist der Ort gegenüber dem langjährigen Mittel der USA im Winterhalbjahr um etwa 5 Grad und im Sommerhalbjahr um etwa 3 Grad kühler, aber im Winter 3 bis 4 Grad wärmer als im Mittel Maines. Die mittlere jährliche Schneefallhöhe beträgt ca. 1,8 m, mit Niederschlägen zwischen Oktober und April und einem Spitzenwert im Januar von 47,5 cm. Die tägliche Sonnenscheindauer liegt zwischen März und November am unteren Rand des Wertespektrums der USA.

## Geschichte

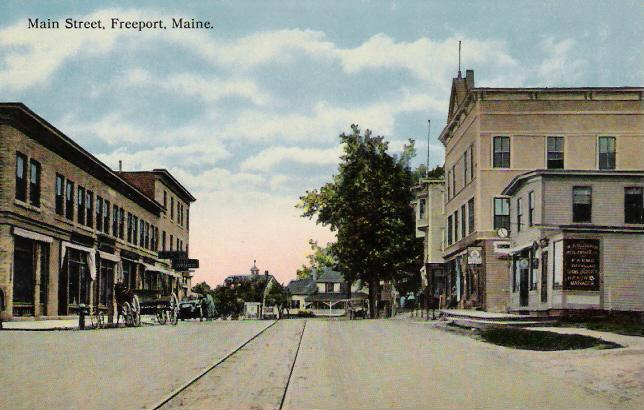
Die Main Street im Jahre 1912

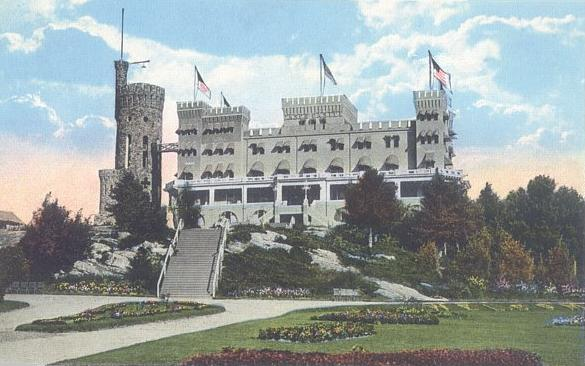
Casco Castle im Jahre 1906

Freeport war ursprünglich Teil des Ortes Harraseeket, heute North Yarmouth, der um 1700 entstand. Eigenständig wurde der Ort schließlich am 14. Februar 1789 und angeblich nach dem fiktiven Londoner Kaufmann Sir Andrew Freeport aus Joseph Addisons Spectator benannt. Von hier aus wurde Holz, vor allem zum Mastbau, verschifft. Der Harraseeket River wurde hier aufgestaut, um die Wasserkraft für eine Getreidemühle, ein Sägewerk und eine Walkmühle zu nutzen. Der Schiffbau erlangte durch den Amerikanischen Unabhängigkeitskrieg einen Auftrieb, es gab mehr als vier Schiffswerften. Daneben waren die Fischerei und die Landwirtschaft bedeutend. 1849 erhielt Freetown seinen ersten Eisenbahnanschluss. Hier wurde Gewebe zu Kleidung verarbeitet, es gab einen Granitsteinbruch und eine Schuhfabrik.
1903 baute Amos Gerald hier einen Freizeitpark und ein Hotel, letzteres brannte 1914 ab. 1912 eröffnete hier Leon Leonwood Bean ein Geschäft, L.L.Bean, dass später zu einer weltweiten Firma mit Versandhandel wurde. 1982 wollte die Restaurantkette McDonald’s ein Gebäude aus der Epoche des Greek Revival abreißen, jedoch musste die Firma aufgrund einer neuen Verordnung das Restaurant innerhalb des Gebäudes bauen, ohne das äußere Erscheinungsbild zu verändern.

### Einwohnerentwicklung
| Volkszählungsergebnisse – Town of Freeport, Maine | Volkszählungsergebnisse – Town of Freeport, Maine | Volkszählungsergebnisse – Town of Freeport, Maine | Volkszählungsergebnisse – Town of Freeport, Maine | Volkszählungsergebnisse – Town of Freeport, Maine | Volkszählungsergebnisse – Town of Freeport, Maine | Volkszählungsergebnisse – Town of Freeport, Maine | Volkszählungsergebnisse – Town of Freeport, Maine | Volkszählungsergebnisse – Town of Freeport, Maine | Volkszählungsergebnisse – Town of Freeport, Maine | Volkszählungsergebnisse – Town of Freeport, Maine |
| Jahr                                              | 1700                                              | 1710                                              | 1720                                              | 1730                                              | 1740                                              | 1750                                              | 1760                                              | 1770                                              | 1780                                              | 1790                                              |
| ------------------------------------------------- | ------------------------------------------------- | ------------------------------------------------- | ------------------------------------------------- | ------------------------------------------------- | ------------------------------------------------- | ------------------------------------------------- | ------------------------------------------------- | ------------------------------------------------- | ------------------------------------------------- | ------------------------------------------------- |
| Einwohner                                         |                                                   |                                                   |                                                   |                                                   |                                                   |                                                   |                                                   |                                                   |                                                   | 1320                                              |
| Jahr                                              | 1800                                              | 1810                                              | 1820                                              | 1830                                              | 1840                                              | 1850                                              | 1860                                              | 1870                                              | 1880                                              | 1890                                              |
| Einwohner                                         | 2237                                              | 2184                                              | 2184                                              | 2623                                              | 2662                                              | 2629                                              | 2792                                              | 2457                                              | 2279                                              | 2482                                              |
| Jahr                                              | 1900                                              | 1910                                              | 1920                                              | 1930                                              | 1940                                              | 1950                                              | 1960                                              | 1970                                              | 1980                                              | 1990                                              |
| Einwohner                                         | 2339                                              | 2460                                              | 2488                                              | 2184                                              | 2764                                              | 3280                                              | 4055                                              | 4781                                              | 5863                                              | 6905                                              |
| Jahr                                              | 2000                                              | 2010                                              | 2020                                              | 2030                                              | 2040                                              | 2050                                              | 2060                                              | 2070                                              | 2080                                              | 2090                                              |
| Einwohner                                         | 7800                                              | 7879                                              | 8737                                              |                                                   |                                                   |                                                   |                                                   |                                                   |                                                   |                                                   |

## Kultur und Sehenswürdigkeiten

### Bauwerke

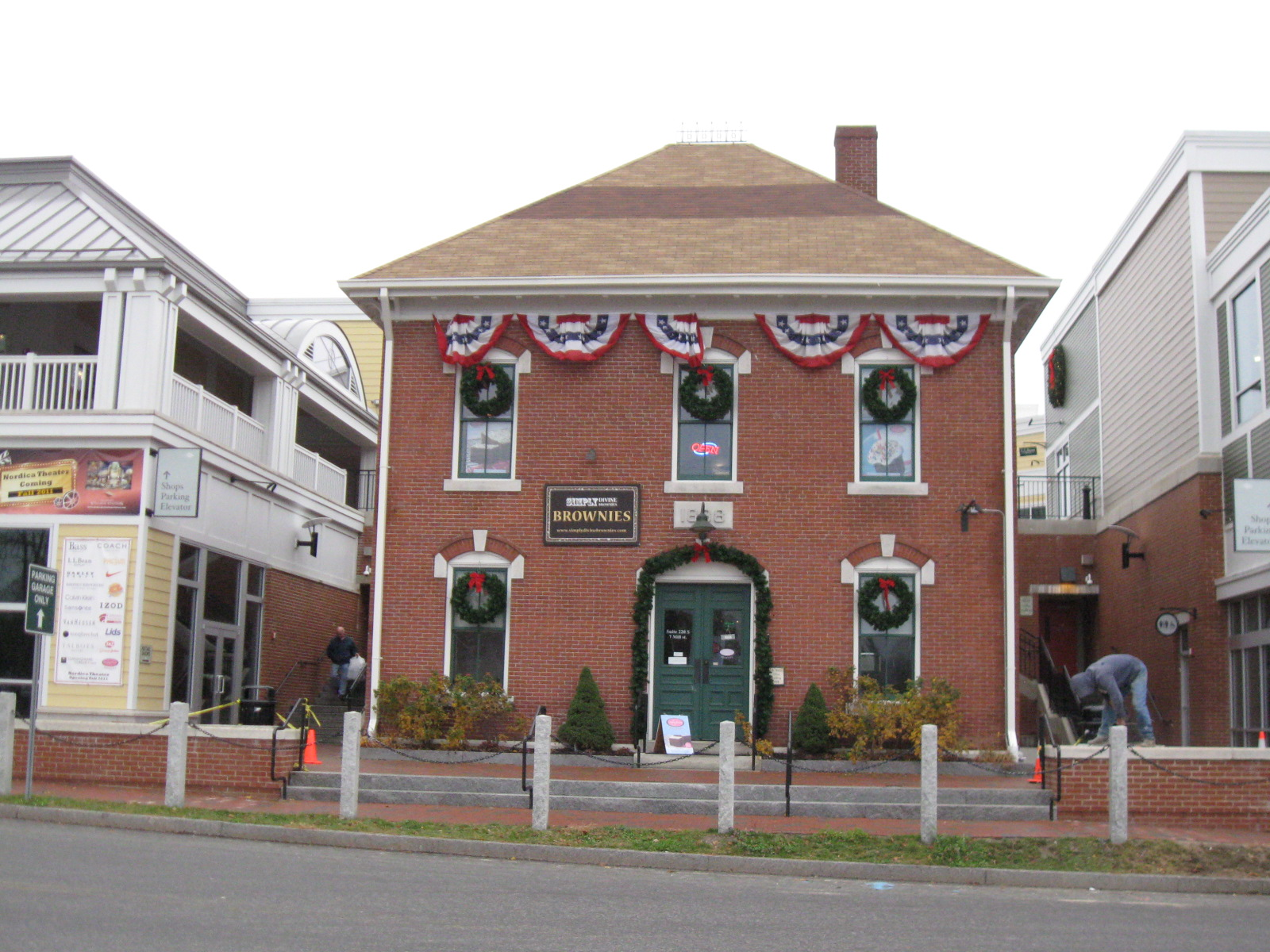
E.B. Mallett Office Building

Zwei Distrikte und drei Gebäude stehen unter Denkmalschutz und wurden ins National Register of Historic Places aufgenommen.
als Distrikt
- Freeport Main Street Historic District, aufgenommen 1977, Register-Nr. 77000064
- Harraseeket Historic District, aufgenommen 1974, Register-Nr. 74000160

weitere Bauwerke
- E.B. Mallett Office Building, aufgenommen 1982, Register-Nr. 82000747
- Pettengill House and Farm, aufgenommen 1970, Register-Nr. 70000041
- Capt. Greenfield Pote House, aufgenommen 1970, Register-Nr. 70000042

## Wirtschaft und Infrastruktur

### Verkehr
Freeport liegt am U.S. Highway 1 und ist über die Interstate 295 erreichbar. Durch den Downeaster ist Freeport auch an das Bahnnetz angeschlossen.

### Öffentliche Einrichtungen
In Freeport gibt es mehrere medizinische Einrichtungen, die auch für die Bewohner der umliegenden Gebiete als medizinische Einrichtung Anlaufstellen sind. Weitere Krankenhäuser finden sich in Yarmouth.
Freeport besitzt eine eigene Bibliothek. Die Freeport Community Library befindet sich im Library Drive in Freeport.

### Bildung
Freeport gehört mit Durham und Pownal zur Regional School Unit 5.
Folgende Schulen stehen im Schulbezirk zur Verfügung:
- Freeport High School in Freeport (9. bis 12. Schuljahr)
- Freeport Middle School in Freeport (6. bis 8. Schuljahr)
- Mast Landing School in Freeport (3. bis 5. Schuljahr)
- Morse Street School in Freeport (Preschool)
- Durham Community School in Durham (Pre-Kindergarten bis zum 8. Schuljahr)
- Pownal Elementary School in Pownal (Pre-Kindergarten bis zum 5. Schuljahr)

## Persönlichkeiten

### Söhne und Töchter der Stadt
- Aaron Lufkin Dennison (1812–1895), Uhrmacher, gilt als „Vater der amerikanischen Uhrmacherei“

### Persönlichkeiten, die vor Ort gewirkt haben
- Samuel A. Holbrook (1815–1896), Politiker, Maine State Treasurer
- Donald Baxter MacMillan (1874–1970), Polarforscher
- Molly Susla (* 1991), Crosslauf-Sommerbiathletin